# Лоаоз
Лоаоз (лат. loiasis; також відомий як англ. Loa loa filariasis, англ. Calabar swellings, англ. Fugitive swellings) — ендемічний гельмінтоз з групи філяріїдозів, підгрупи підшкірних філяріїдозів, для якого характерним є хронічний перебіг з ураженням шкіри у вигляді набряків та очей з проявами кон'юнктивіту.

## Історія відкриття
Перші описи лоаозу скоріше за все зробив французький хірург Монжін, який в 1770 році знайшов черв'яка, який рухався в оці жінки, що жила у Санто-Домінго, і розповів, як він безуспішно намагався видалити його. У 1778 році французький корабельний хірург Франсуа Гійо, помітив, що раби в дорозі із Західної Африки до Америки страждали на рецидивуючу офтальмію (сліпоту), а він успішно видалив черв'яка в одного з них. Мікрофілярій цього гельмінта виявив в 1890 році офтальмолог Стівен Маккензі. Їх він відправив для ідентифікації шотландському паразитологу Патріку Менсону, який припустив, що це може бути личинки Loa loa. Ця інвазія не обмежуються очима, і утворюються також часто набряки на руках і ногах, які спричинює дорослий черв. Ці набряки назвали «Калабарською пухлиною». Її вперше виявив та описав шотландський офтальмолог Дуглас Аргайл-Робертсон у Старому Калабарі в Нігерії в 1895 році, але зв'язок Калабарської пухлини з Loa loa не був прояснений аж до 1910 року, коли саме Патрік Менсон виказав таке припущення, його думку підтримав і його учень Джордж Лоу. Виявив особливості передачі цього гельмінта через ґедзів Chrysops spp. британський паразитолог і гельмінтолог Роберт Томсон Лейпер у 1912 році.

## Актуальність
Лоаоз є ендемічним в 11 країнах Африки і ним уражено там 12 мільйонів африканців. На Західному узбережжі Африки в смузі від 8° північної широти до 5° південної широти цей гельмінтоз спостерігають повсюдно.

## Етіологія

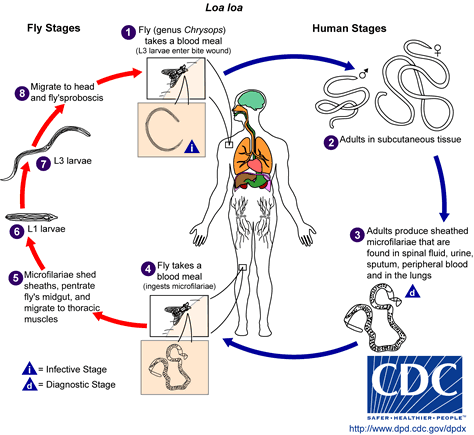
Життєвий цикл Loa loa

Гельмінт Loa loa також носить назву англ. African eye worm.

Життєвий цикл цього гельмінта починається, коли самиця народжує живих мікрофілярій всередині шкіри зараженої людини. Мікрофілярії подорожують у периферичній крові протягом денного часу, але протягом ночі (фаза відсутності циркуляції) вони знаходяться в легенях. Коли неінфіковані ґедзі роду Chrysops смокчуть кров від інфікованої людини, вони проковтують й мікрофілярій. Мікрофілярії втрачають свої оболонки, мігрують кишками ґедзів до гемоцелю і, в кінцевому результаті, до грудного м'яза. Там вони розвиваються від личинок першої стадії до третьої (інфективної) стадії. Розвиток всередині ґедзів займає до двох тижнів. Потім вони мігрують у хоботок сліпня і він їх впорскує до людини під час кровосмоктання.
 Личинки третьої стадії переносяться до шкіри. Вони зариваються в рану після укусу і далі мігрують до підшкірного шару, де дозрівають у дорослих особин протягом одного року. Цикл завершується, коли самець та самиця копулюються і відроджують мікрофілярій в кров. Дорослі особини Loa loa живуть до 17 років.
 Особинам Loa loa властивий певний статевий диморфізм. Так дорослий самець Loa loa сягає близько 30-34 мм завдовжки і 0,35-0,42 мм завширшки, тоді як самиця — близько 40-70 мм завдовжки і 0,5 мм завширшки.
Детальніші відомості з цієї теми ви можете знайти в статті Loa loa.

## Епідеміологічні особливості

### Джерело та резервуар
Єдиним джерелом та резервуаром цього гельмінтозу є людина. На сьогодні не виявили тваринного резервуару в дикий природі. Були знайдені інші потенційні резервуари: бегемоти, дикі жуйні тварини (наприклад, буйволи), деякі гризуни та ящірки, але від них передавання людині до сьогодні не доказали. У мавп існує свій лоаоз, який передають Chrysops langi. Не виявлено передачі цієї інвазії від мавп до людей.

### Механізм та шляхи передачі
Лоаоз поширюється трансмісивно через укуси ґедзів (мангових мух), які відносять до роду Chrysops. Chrysops silacea та Chrysops dimidiata є тими представниками роду, що переносять хворобу у відповідних ендемічних районах Африки. Американські представники цього роду, Chrysops Atlanticus, як повідомляють, потенційно є компетентними проміжними хазяями Loa loa і здатними до поширення цього гельмінта в американських мавп. Це викликає певне занепокоєння серед фахівців громадської охорони здоров'я, але до сіх пір Loa loa не виявляли за межами ендемічного регіону в Африці.
Детальніші відомості з цієї теми ви можете знайти в статті Ґедзі.

### Сприйнятливий контингент та імунітет
Поширеність інвазії коливається від 2,22% до 19,23% населення в межах населених пунктів Західного узбережжя Африки. Також відзначають високий рівень поширеності серед чоловіків (10,41%), ніж у жінок (6,45%). Рівень інвазії у чоловіків від 15 до 45 років збільшується з віком, а після 65 років підвищується різко. У жінок від 15 до 65 років поширеність інвазії збільшується з віком, а от після 65 років зменшується.

## Патогенез

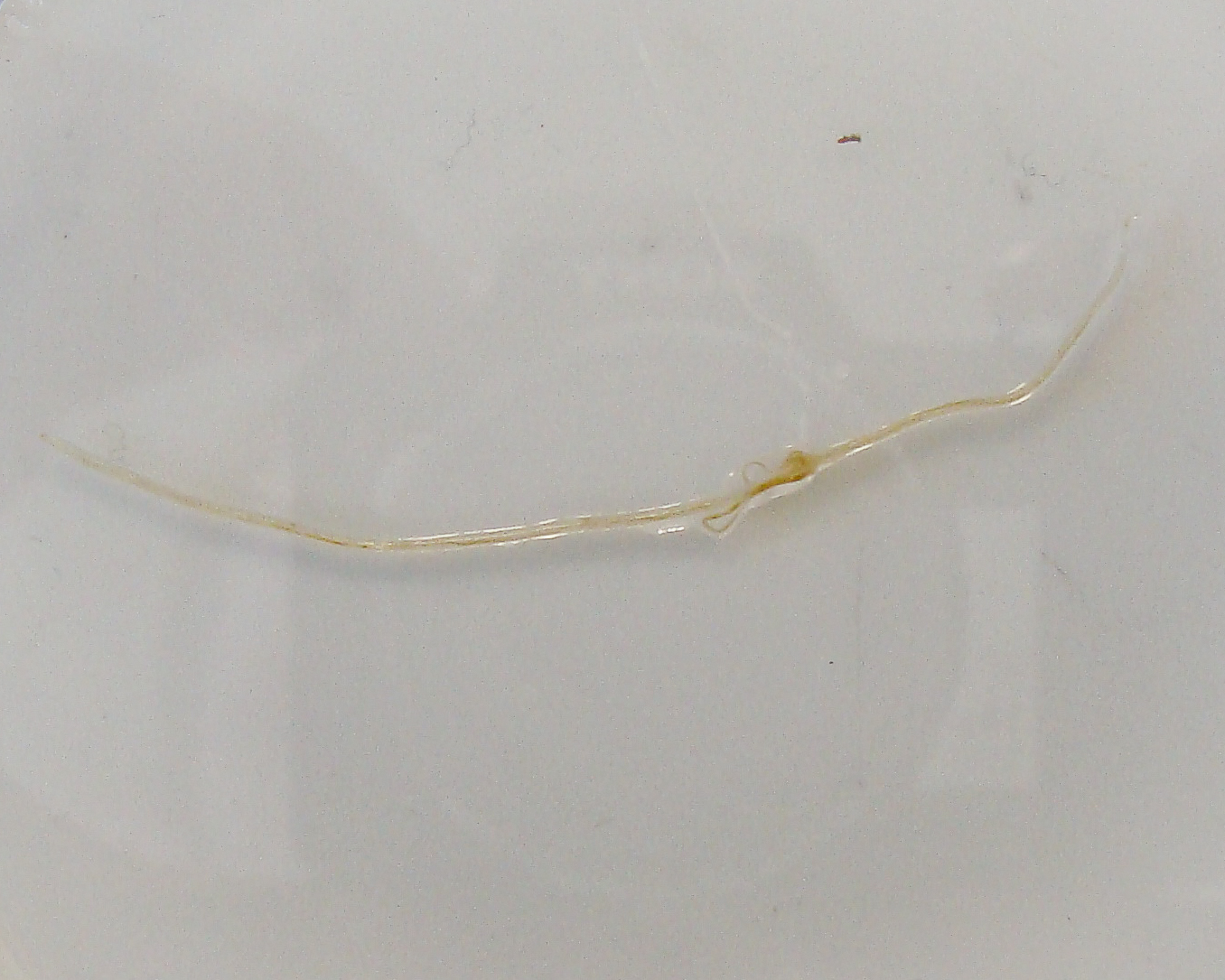
Доросла особина Loa loa.

Loa loa мігрує в підшкірному шарі шкіри. Коли гельмінт перестає рухатися, у навколишніх тканинах розвивається так звана Калабарська пухлина — набряк підшкірного шару. Це часто відбувається в ділянці над та поблизу суглобів, які є його звичайними пунктами зупинки. Якщо дорослий гельмінт гине, його тіло стає тими відходами, що спричинюють формування абсцесів з гноєм. Якщо організм не здатний вивести ці рештки загиблих особин, то навколо цих загиблих особин формується фіброзна капсула.

## Клінічні ознаки
Проходження мікрофілярій часто є непоміченим, оскільки вони проходять через підшкірні тканини, але може бути болючим, як мікрофілярії проходять через очне яблуко або під шкірою на переніссі. При міграції мікрофілярій можна спостерігати іноді набряк кон'юнктиви та повік. Зрідка хворі можуть описати міграцію мікрофілярій в оці буквально як щось повзе перед їхніми очима.
«Калабарська пухлина» або локальний набряк підшкірної клітковини, як правило, сягає десятків сантиметрів у діаметрі і проходить протягом від декількох днів до декількох тижнів. Набряки можуть бути як болючими, так і безболісними. Вони можуть утворитися в будь-якому місці на тілі, але часто це відбувається на передпліччях і зап'ястях.
Ускладнення можуть виникнути, якщо дорослі гельмінти оселяться в незвичайних місцях. Тоді можливим є виникнення набряку мошонки, непрохідності кишечника, запалення ниркових клубочків, ендокардиту, ретинопатії (не запальне ураження сітківки), артриту і периферичної нейропатії.

## Діагностика
Наявність епідеміологічних чинників — перебування в ендемічній по лоаозу місцині, поява Калабарської пухлини, відчуття пересування мікрофілярій в оці є цілком достатніми критеріями для підозри на наявність лоаозу. Допомагає встановленню діагнозу виявлення при офтальмологічному дослідженні безпосередньо гельмінта в структурах ока. При дослідженні крові також можна виявити рухливих мікрофілярій, але на ранніх стадіях це часто не є можливим, адже поява їх в крові може затримуватись.
Зазвичай спостерігають при дослідженні клінічного аналізі крові різного ступеня еозинофілію. Підвищено вміст в крові IgE. Ці тести показують активність процесів алергії, які відбуваються під час активної фази лоаозу. Збільшено рівень С-реактивного білка, що є свідченням відносно виразного запального процесу при цій хворобі.

## Лікування

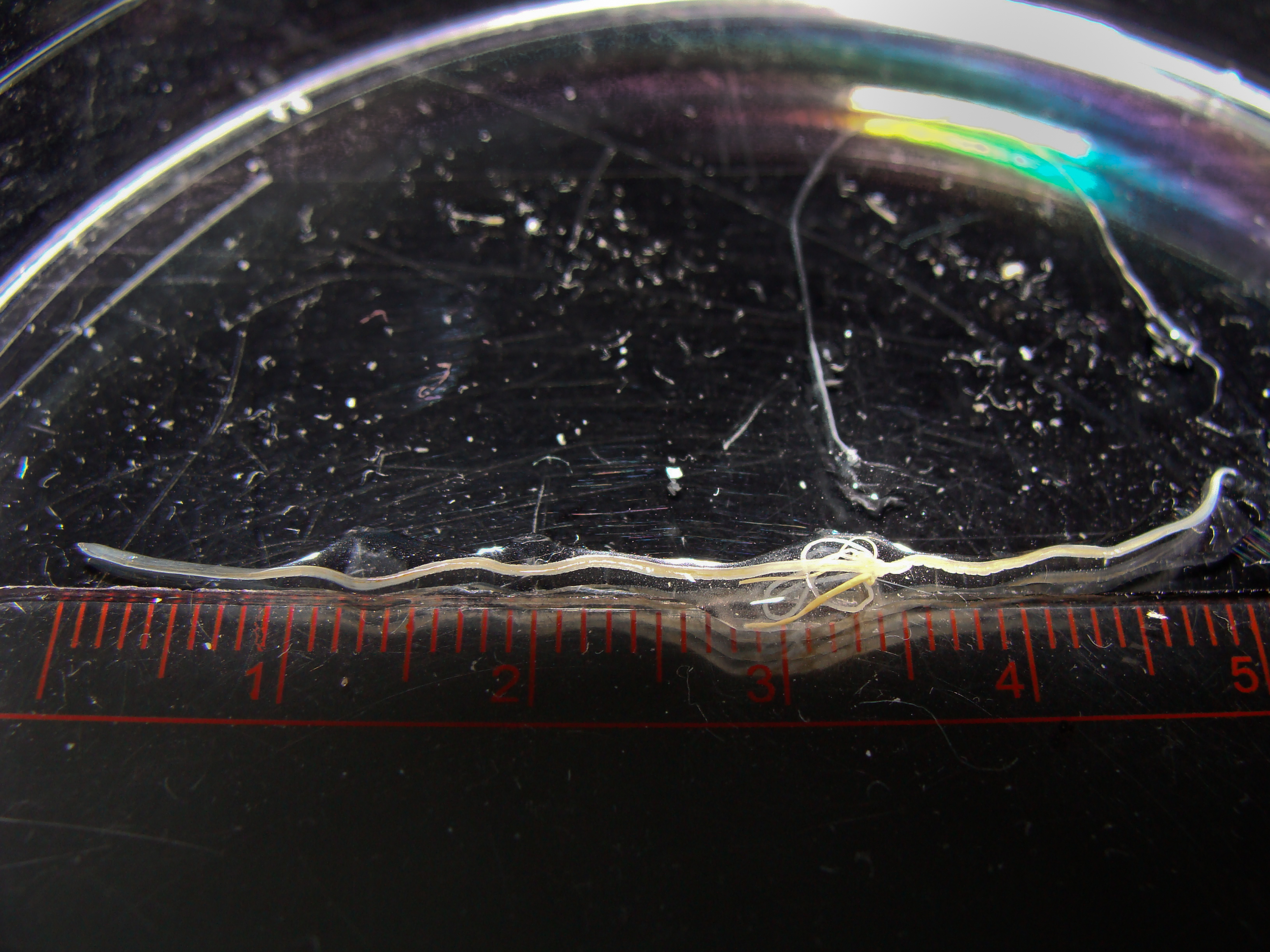
Доросла особина Loa loa, яку видалили з ока пацієнта.

Хірургічне видалення гельмінта з ока легко виконують після того, як паралізують черв'яка закапуванням декількох крапель 4% розчину кокаїну. Загиблі особини під шкірою мають бути видалені хірургічно таким чином, щоб навколишні тканини і клітини не були пошкоджені при цьому. Медикаментозне лікування включає призначення диетилкарбамазину. Проте, цей препарат іноді може призвести до серйозного енцефаліту, коми та смерті в осіб з великим поширенням мікрофілярій. Терапевтичною дозою диетилкарбамазину є 2 мг/кг маси тіла три рази на день протягом 3-х тижнів. Препарат вбиває мікрофілярій, але не дорослих особин. Івермектин, який на сьогодні використовують при онхоцеркозі, через таку часту побічну дію практично не застосовують при лоаозі.

## Профілактика
Стратегією профілактики лоаозу є ефективне виявлення хворих людей та їх лікування. Тоді це сприяє зменшенню циркуляції мікрофілярій, а отже, не відбувається зараження ґедзів і припиняється подальша передача. Диетилкарбамазин можна застосовувати як профілактичний засіб по 300 мг один раз на тиждень. Для запобігання укусам ґедзів слід носити просочений репелентами (зокрема, перметрином) одяг, з товстими довгими рукавами, довгі штани. Оскільки ґедзі кусають в день, нічні сітки проти комарів недоцільні для запобігання їх укусам. Винищування цих комах для профілактики лоаозу визнано нерентабельним. На сьогодні не створено жодної вакцини проти лоаозу.